# Rosenscheldia paraguaya
Rosenscheldia paraguaya är en svampart som beskrevs av Speg. 1885. Rosenscheldia paraguaya ingår i släktet Rosenscheldia, klassen Dothideomycetes, divisionen sporsäcksvampar och riket svampar.   Inga underarter finns listade i Catalogue of Life.